# Nibble, Södertälje kommun
Nibble är sedan 2015 en tätort i Ytterjärna socken, Södertälje kommun. Den omfattar bebyggelsen från Vidarkliniken i norr ner till Ulvåsa. Före 2010 avgränsade SCB här två småorter, Ytterjärna som sträckte sig från kyrkan ner till Vidarkliniken, där den norra delen inte kom att ingå i tätorten, och en småort med beteckningen Skogsbrynsbyn och Ulvåsa som omfattade ett område med radhus lite söder om nämnda klinik.

## Befolkningsutveckling
| Befolkningsutvecklingen i Nibble 2015–2020                                                    | Befolkningsutvecklingen i Nibble 2015–2020 | Befolkningsutvecklingen i Nibble 2015–2020 | Befolkningsutvecklingen i Nibble 2015–2020 | Befolkningsutvecklingen i Nibble 2015–2020 |
| --------------------------------------------------------------------------------------------- | ------------------------------------------ | ------------------------------------------ | ------------------------------------------ | ------------------------------------------ |
|                                                                                               |                                            |                                            |                                            |                                            |
| År                                                                                            |                                            |                                            | Folkmängd                                  | Areal (ha)                                 |
| 2015                                                                                          | 2015                                       |                                            | 255                                        | 46                                         |
| 2020                                                                                          | 2020                                       |                                            | 249                                        | 48                                         |
| Anm.: ny tätort 2015. Var före dess de två småorterna Ytterjärna och Skogsbrynsbyn och Ulvåsa |                                            |                                            |                                            |                                            |